# A Közép-afrikai Köztársaság címere

A Közép-afrikai Köztársaság címere

A Közép-afrikai Köztársaság címere egy negyedelt pajzs, amelyen egy vörös színű szívpajzs található.

## Leírása
A pajzson egy fehér korongot, azon pedig Afrika fekete térképét és egy ötágú sárga csillagot helyeztek el. A nagy pajzs első negyede zöld, egy fehér színű elefántfejjel. A második negyed fehér, egy zöld fával. A harmadikon három, négyágú fekete csillagot ábrázoltak a sárga mezőn, míg a negyedik kék színű, egy fekete kézfejjel. A pajzsot két oldalról egy-egy nemzeti színű zászló tartja, a pajzs felett a felkelő napot ábrázolták, amelyre az „1958.december 1.” dátumot írták fel. Felül fehér szalagra a „Zo Kwe Z” (Az ember egy ember) feliratot, az alul elhelyezett szalagra pedig az ország mottóját írták fel: „Unité. Dignité, Travail” (Egység, nagyság, munka).